# Batman: Dark Tomorrow
Batman: Dark Tomorrow (o simplemente Dark Tomorrow) es un videojuego de acción y aventura desarrollado por Warner Bros Interactive y publicado por Kemco en el año 2002. El videojuego fue lanzado para Xbox y GameCube, una versión del juego para PlayStation 2 fue planeada, pero fue cancelada.

## Argumento
Batman busca la manera de derrotar a las pandillas de Máscara Negra, El Ventriluoco y Cara cortada, aunque antes de lograrlo descubre que el Comisionado Gordon ha sido secuestrado por El Guasón y lo ha llevado al Asilo Arkham para fusilarlo. 
Batman (sin saber que el comisionado estaba en Arkham) sigue el rastro del Comisionado, aunque descubre que el secuestro era solo una distracción para que Ra's Al Ghul hiciera una «Guerra Mundial» y gobernar el mundo por completo, Batman se da cuenta de que la única forma de ganara era «eliminando problemas», primero derrota a las pandillas Máscara Negra, El Ventriluoco y Cara coratda, luego derrotar al Guasón y rescatar al Comisionado, y finalmente derrotar a R'as Al Ghul.

## Recepción
Batman: Dark Tomorrow ha recibido críticas principalmente negativas debido a su confuso modo de juego, misiones repetitivas y ángulos absurdos. El final del juego también fue criticado debido a que no tenía nada que ver con la trama. Game Informer le dio un 0.75 de 10 por su mecánica de juego. IGN ha dicho que se «sentía decepcionado con el Caballero de la Noche, y que esperaba mucho más de este juego».